# Arantzazu (Oñate)
Arantzazu es una entidad de población española del municipio de Oñate, perteneciente a la provincia de Guipúzcoa, en la comunidad autónoma del País Vasco. En 2022, la entidad singular de población tenía empadronados 74 habitantes y el núcleo de población, 37.